# Traînards
Les traînards sont des aussières (cordages) filées par l'arrière d'un voilier en allure de fuite par mer et vent de l'arrière, dans le but de diminuer la vitesse, ou de limiter les embardées.

« Le ciel est menaçant, le froid polaire, les paquets de mer envahissent sans arrêt le pont et se déversent dans le cockpit. Il faut ranger les bouts qui traînent, les écoutes qui n'ont qu'une idée, partir à l'eau comme des traînards, ces cordages que nos ancêtres laissaient filer derrière, pour freiner les glissades et stabiliser la route de leur voilier »

— Michel Desjoyeaux, Coureurs d'océan 